# Ringu (1998.)
Japanski horor film iz 1998., koji je potaknuo dva nastavka i TV-seriju. Po njemu je snimljen američki film Krug 2002. godine, praćen nastavkom Krug dva.